# Liochthonius lacunosus
Liochthonius lacunosus är en kvalsterart som beskrevs av Wang och Xiaolong Cui 1992. Liochthonius lacunosus ingår i släktet Liochthonius och familjen Brachychthoniidae. Inga underarter finns listade i Catalogue of Life.